# Kintampo South

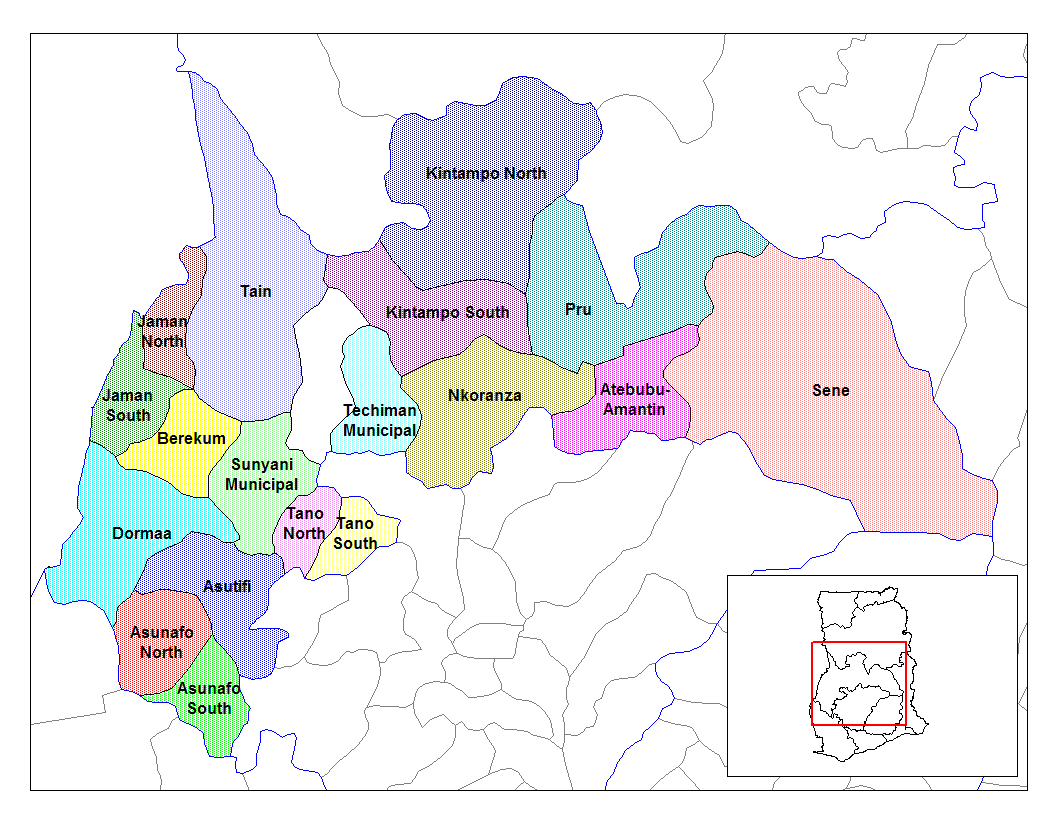
Mapa da região Brong-Ahafo; Kintampo South encontra-se no oeste, de cor rosa escuro

Kintampo South é um distrito do centro da região Brong-Ahafo, no Gana.